# HMHS Britannic
O HMHS Britannic foi um navio de passageiros britânico construído pelos estaleiros da Harland and Wolff, em Belfast, para a White Star Line, porém transformado em navio-hospital antes de entrar em operação comercial. Originalmente chamado de Gigantic, foi o terceiro da Classe Olympic de transatlânticos, depois do RMS Olympic e o RMS Titanic. Sua construção começou em novembro de 1911, com lançamento em 26 de fevereiro de 1914. O Britannic foi pensado para ser o maior, o mais seguro e o mais luxuoso navio de sua classe, com seu desenho e projeto sendo alterados depois do naufrágio do Titanic, em abril de 1912.
O Britannic foi requisitado pela Marinha Real Britânica em 1915, durante seu período de equipagem, para servir como navio-hospital na Primeira Guerra Mundial, viajando entre o Reino Unido e Dardanelos no Império Otomano. Ele sofreu uma explosão após colidir com uma mina subaquática na manhã do dia 21 de novembro de 1916, no mar Egeu, durante sua sexta viagem, afundando em pouco menos de uma hora. Entretanto, as causas exatas de seu naufrágio permanecem desconhecidas até hoje. A imprensa britânica pensou se tratar de uma ação inimiga e aproveitou para atacar a "barbárie alemã".
Ele foi substituído na frota da White Star Line, depois da guerra, pelo RMS Majestic. Em 1975, seus destroços foram localizados pelo explorador francês Jacques-Yves Cousteau. O Britannic é o maior navio para passageiros naufragado do mundo, embora não tão famoso quanto seu irmão Titanic, atraindo mergulhadores e expedições de exploração desde sua redescoberta, com o principal objetivo, na maioria das vezes, de determinar as causas do naufrágio.

## Antecedentes
Joseph Bruce Ismay, presidente da companhia de navegação White Star Line, e lorde William Pirrie, 1.º Barão Pirrie e presidente dos estaleiros navais da Harland and Wolff, decidiram, em 1907, construir três embarcações de proporções até então inigualáveis para competir com o RMS Mauretania e o RMS Lusitana, da Cunard Line. Entretanto, o objetivo dos dois era competir em termos de luxuosidade, não em velocidade. Os nomes dos três foram posteriormente decididos e mostravam as intenções estilísticas em termos de tamanho: Olympic, Titanic e Gigantic (em referência a três raças da mitologia grega: olimpianos, titãs e gigantes). Os dois primeiros seriam construídos praticamente juntos, enquanto o terceiro teria sua construção iniciada depois do lançamento de seus irmãos.
Os projetos foram realizados pelos engenheiros navais Thomas Andrews e Alexander Carlisle, com a construção das duas primeiras embarcações começando respectivamente em 1908 e 1909. Seus tamanhos eram tais que foi necessário antes construir pórticos especiais para abrigá-los. Apenas dois podiam ser construídos lado a lado. Os três navios originalmente tinham 270 metros de comprimento, uma arqueação bruta de aproximadamente 48 mil toneladas, com capacidade de viajar a uma velocidade média de 22 nós, abaixo dos recordes de velocidade do Mauretania e Lusitania, mas mesmo assim o suficiente para completar uma viagem transatlântica em uma semana.

## Construção
O RMS Olympic foi lançado em outubro de 1910 e realizou sua viagem inaugural em junho de 1911, enquanto o RMS Titanic foi lançado em maio de 1911 e teve sua viagem inaugural em abril de 1912. A construção do Gigantic começou pouco depois, com o batimento de sua quilha em 30 de novembro de 1911 e seu comissionamento originalmente previsto para o início de 1914. Os trabalhos se iniciaram em um bom ritmo, porém rapidamente foram ofuscados pelo naufrágio do Titanic, em 15 de abril de 1912, quando a construção foi imediatamente suspensa, com os engenheiros aguardando os resultados das comissões de investigação britânica e norte-americana, bem como as recomendações a serem incorporadas ao novo navio.

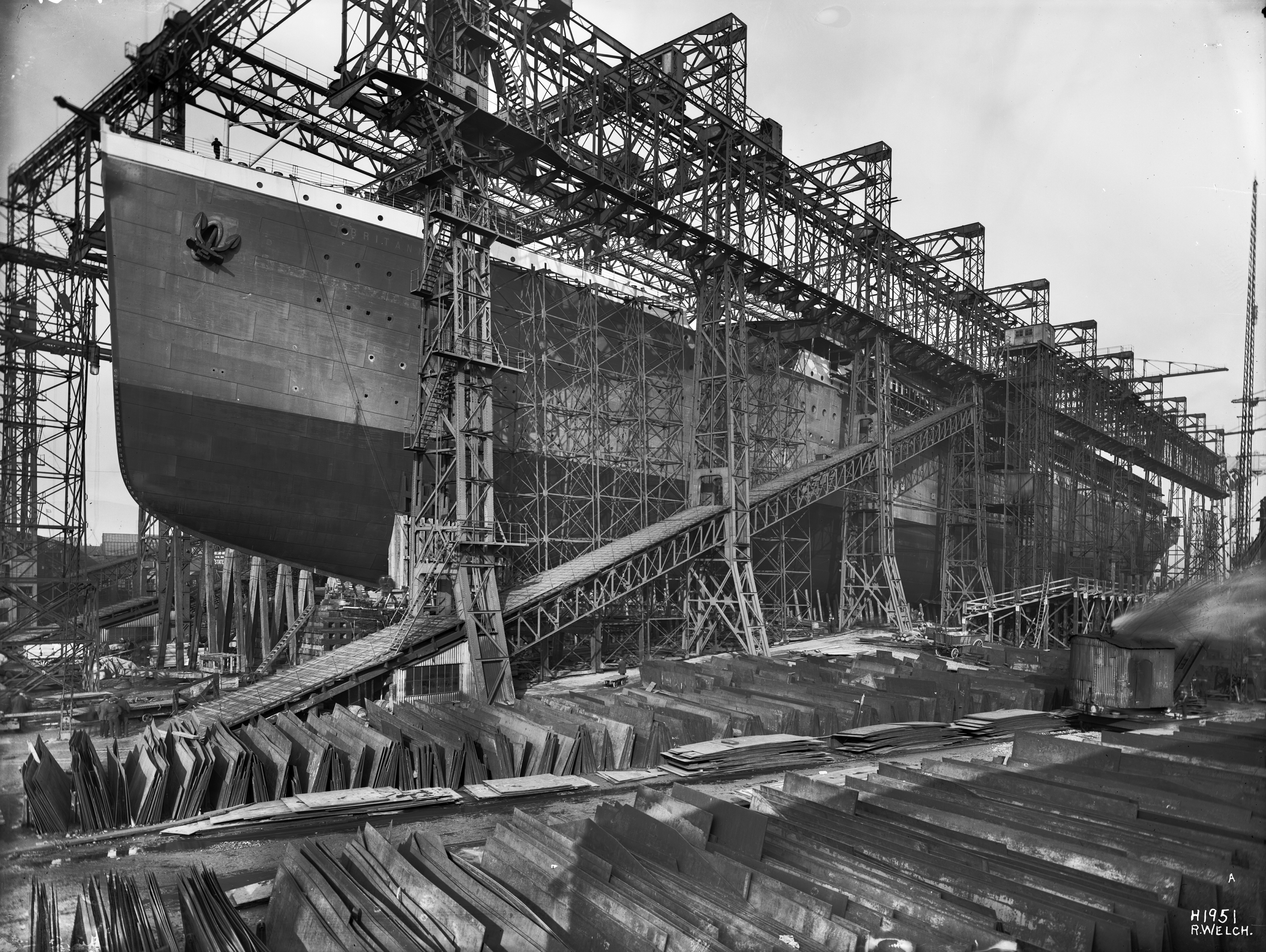
O Britannic em construção, c. 1914.

As investigações acarretaram muitas mudanças, a primeira delas no próprio nome. Considerado muito orgulhoso, especialmente após o naufrágio do irmão Titanic, o nome Gigantic foi alterado para Britannic, que já havia sido empregado em 1874 pela White Star Line em outra embarcação de muito sucesso, o SS Britannic. A companhia sempre negou que sua intenção original era chamá-lo de Gigantic, porém é reconhecido que esse nome foi considerado, além de cartazes antigos e jornais da época apoiarem esse fato.
Os trabalhos de construção foram retomados e várias outras mudanças de projeto foram implementadas, principalmente nas partes relacionadas à segurança. Um casco duplo foi adicionado, os compartimentos estanques centrais foram reforçados (com esta tendo sido uma falha que acelerou o naufrágio do Titanic) e botes salva vidas com capacidade para todos a bordo foram adicionados. Os novos compartimentos estanques permitiam que o Britannic se mantivesse à tona com até seis compartimentos inundados. Além disso, enormes turcos foram instalados a fim de permitir que os botes fossem abaixados com maior rapidez, mesmo que o navio estivesse adernando para um dos lados. A White Star Line também publicou folhetos detalhando as melhorias de segurança do Britannic para combater a má publicidade gerada pelo Titanic.
O Britannic foi lançado ao mar em 26 de fevereiro de 1914, sob o olhar de centenas de espectadores. Foi um dia muito movimentado para a cidade de Belfast, com a imprensa realizando várias entrevistas e um jantar especial sendo organizado em homenagem ao navio. O processo de equipagem se iniciou em seguida para preencher o casco vazio com várias máquinas e as chaminés. Esperava-se que a embarcação fosse concluída em setembro, porém em julho a White Star anunciou que seu comissionamento seria adiado até a primavera. Na realidade a empresa passava por problemas financeiros e precisava se focar em suas embarcações já operantes. O Britannic foi levado para a doca seca em setembro, com suas três hélices sendo instaladas. A ideia do comissionamento na primavera foi interrompida pelo início da Primeira Guerra Mundial. Sua equipagem foi paralisada e em 13 de novembro de 1915, o Britannic foi requisitado pelo Almirantado Britânico para transportar soldados e feridos, recebendo o prefixo His Majesty's Hospital Ship (HMHS).

### Conversão

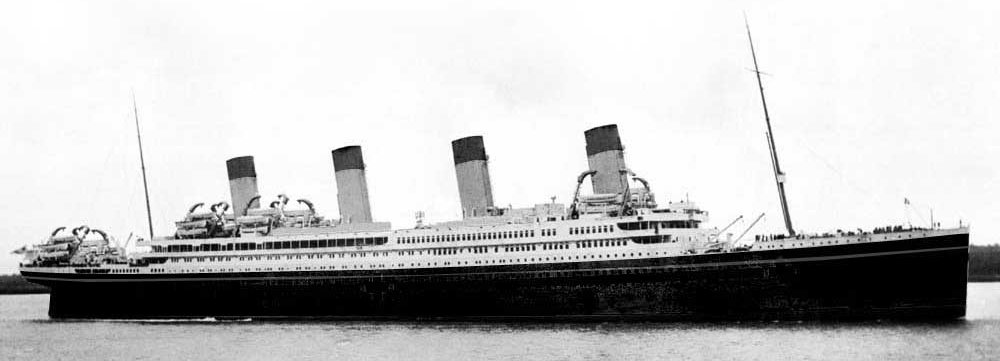
Concepção artística do Britannic como um navio de passageiros.

O Britannic sofreu mais mudanças, principalmente visuais, para seu novo propósito. Embora sua construção estivesse praticamente concluída, seu casco foi pintado de branco com uma listra verde e três cruzes vermelhas de cada lado iluminadas por lâmpadas. Em seu interior, 3 309 camas foram instaladas. As áreas comuns dos conveses superiores foram transformadas em quartos para os feridos, as cabines do convés B foram adaptadas para alojar os médicos, enquanto o salão de jantar e de recepção da primeira classe no convés D foram transformados em salas de operação. Os conveses mais baixos ficaram direcionados para a acomodação de feridos. Todos os equipamentos médicos foram instalados quando o Britannic chegou em Liverpool.
Essa transformação improvisada implicou um problema com os botes salva-vidas: somente cinco dos oito turcos gigantes tiveram tempo de serem instalados. Os equipamentos do navio foram complementados por turcos Wellin (os mesmo utilizados no Olympic e no Titanic), capazes de descer dois barcos: um comum e um desmontável. Esses turcos foram instalados na parte central, com dois deles também sendo colocados no convés da popa, totalizando 58 botes.

## Características
Como o terceiro e último navio da Classe Olympic, o Britannic se beneficiou das melhorias julgadas como necessárias depois do serviço de seus dois irmãos mais velhos, da mesma maneira como o Titanic havia recebido algumas alterações antes de seu comissionamento baseadas nas primeiras viagens do Olympic. Apesar de terem sido visualmente quase idênticos, os construtores desde o início estavam cientes que existiriam muitas diferenças entre os três navios. O naufrágio do Titanic e as medidas de segurança resultantes causaram mudanças ainda maiores, porém mudanças no pensamento dos clientes e da concorrência também tiveram um impacto sobre os aspectos de negócio do navio. O custo inicial do Britannic foi estimado em 1,5 milhões de libras esterlinas, o mesmo de seus irmãos. As alterações ocorridas durante sua construção e sua conversão a navio-hospital acabaram aumentando os custos, com o valor total sendo estimado em 1,9 milhões de libras.

### Aspectos técnicos

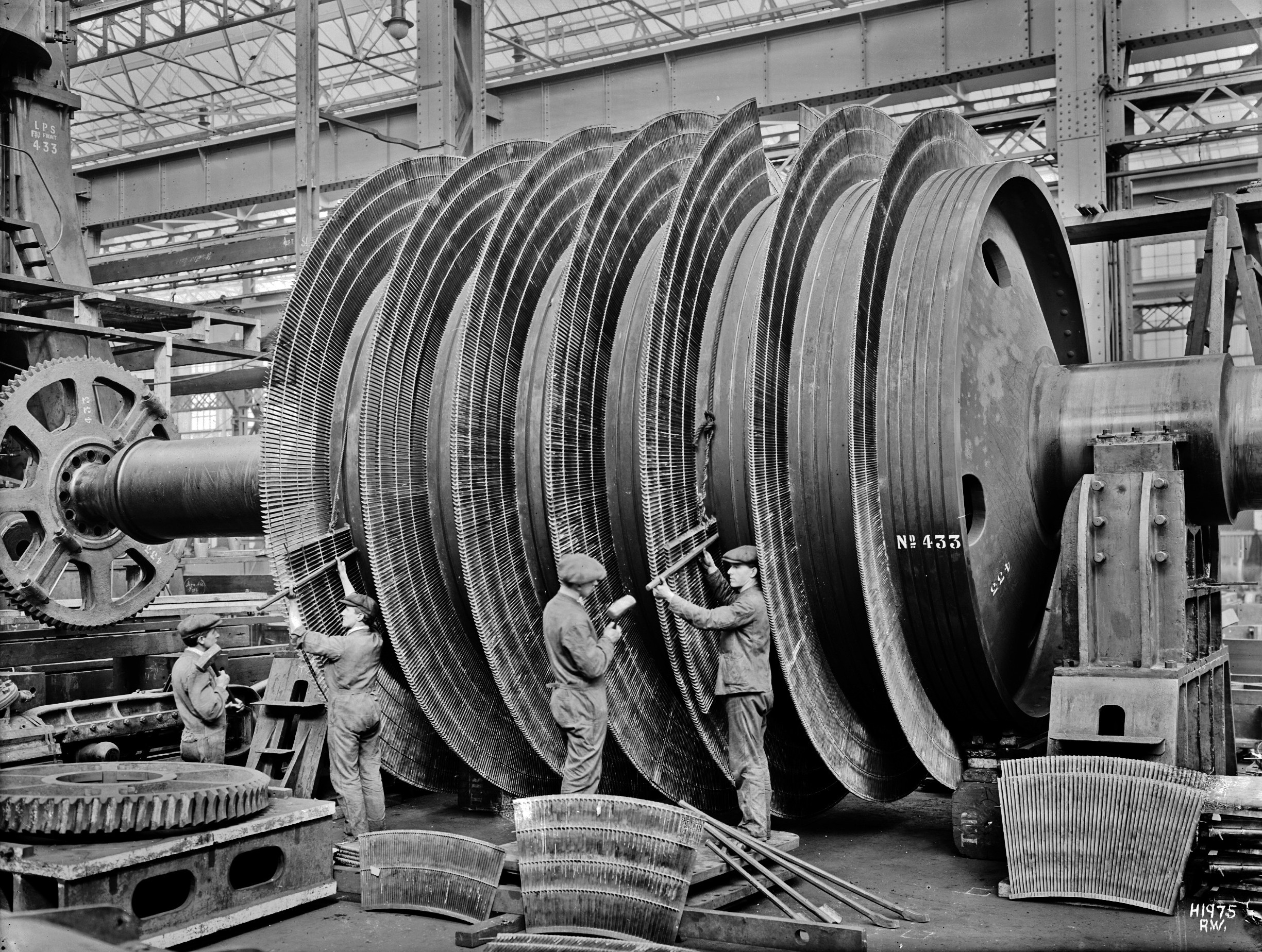
Trabalhadores montando as turbinas do Britannic, c. 1915.

As dimensões do Britannic permaneceram bastante semelhantes às de seus irmãos: tinha 28,7 m de largura por 58 m de altura e 269,06 metros de comprimento, mesmo do Olympic e do Titanic. Possuía uma tonelagem de arqueação bruta de 48 158 t, ultrapassando em muito seus predecessores, porém isso não o fazia o maior navio de passageiros do mundo na época: o título pertencia ao alemão SS Vaterland. A embarcação era impulsionada por um sistema misto como seus irmãos: dois motores a vapor de tripla expansão para movimentar duas hélices de três lâminas cada, enquanto uma turbina recuperava o excesso de vapor para movimentar uma hélice central com quatro lâminas. A potência foi aumentada para compensar o aumento na dimensão do navio e assim evitar perda de velocidade, lhe permitindo alcançar até 21 nós (39 km/h). Seu maquinário era o maior já construído até então em uma época que a propulsão a vapor estava sendo lentamente substituída por uma propulsão gerada apenas por turbinas.
O Britannic recebeu várias melhorias para corrigir insuficiências observadas no naufrágio do Titanic. O casco duplo ficou mais espesso e foi estendido até o convés F ao longo da parte central do navio. Assim, teoricamente, a água não poderia alcançar as salas das caldeiras em caso de colisão e o centro da embarcação estaria protegido. Os compartimentos estanques também foram melhorados: como seus irmãos o Britannic tinha dezesseis, porém as paredes de alguns compartimentos foram reforçadas, com cinco deles chegando até o convés B (isto é, três conveses acima das do Titanic) e os outros indo até o convés E, vários metros acima da linha d'água. Assim, o navio podia se manter flutuando em caso de até seis compartimentos frontais estarem inundados (enquanto o Titanic podia ter apenas quatro). Dessa forma, os construtores acreditavam que o Britannic estava protegido de todos os perigos que poderiam aparecer contra um navio comercial.
Os turcos dos botes salva-vidas eram bem diferentes dos outros dois navios. Na verdade, os barcos não ficavam guardados no convés dos botes mas sim suspensos por turcos gigantes, deteriorando um pouco a estética geral da embarcação. Estes eram capazes de suportar até seis botes cada, com o número total de turcos no projeto sendo de oito: dois na frente do convés, quatro na parte de trás do convés e outros dois na popa. Entretanto, pelas limitações de tempo, apenas os quatro turcos da parte de trás do convés dos botes e um dos turcos da parte da frente foram instalados. Turcos tipo Wellin foram temporariamente adicionados no centro do convés superior e na popa. Os botes em si receberam atenção especial: eram os maiores já colocados em um navio de passageiros até então. Dois barcos a motor também foram colocados a bordo em caso de alguma emergência. Tudo isso foi feito para tentar apagar a memória da falta de botes suficientes do Titanic.
A ponte de comando também foi alterada em relação aos dois predecessores: em seu telhado foi colocada uma plataforma para acomodar a bússola. Outro defeito do Olympic e do Titanic consertado no Britannic foi a falta de conexão entre a sala de rádio e a ponte, que originalmente impedia que os operadores transmitissem com facilidade os avisos de iceberg aos oficiais. No novo projeto um sistema de transporte pneumático ligava os dois, evitando que os operadores de rádio tivessem que sair de seus postos. O Britannic carregou durante seu tempo a serviço da Marinha uma placa vermelha com o identificador G.608 e depois G.618.

### Navio de passageiros
Os planos eram para que o Britannic fosse mais luxuoso que seus dois irmãos, com o objetivo de competir com os recém lançados SS Imperator, SS Vaterland e RMS Aquitania. Ele foi projetado para acomodar até 2 579 passageiros divididos em três classes. A White Star Line estava antecipando uma provável mudança de clientela e decidiu reduzir o tamanho da terceira classe (destinada principalmente aos imigrantes) em favor de um aumento para a segunda classe, tudo isso quanto comparado ao Olympic e ao Titanic. Além disso, sua tripulação prevista era de por volta de 950 pessoas, enquanto seus dois predecessores ficavam entre 860 e 880.

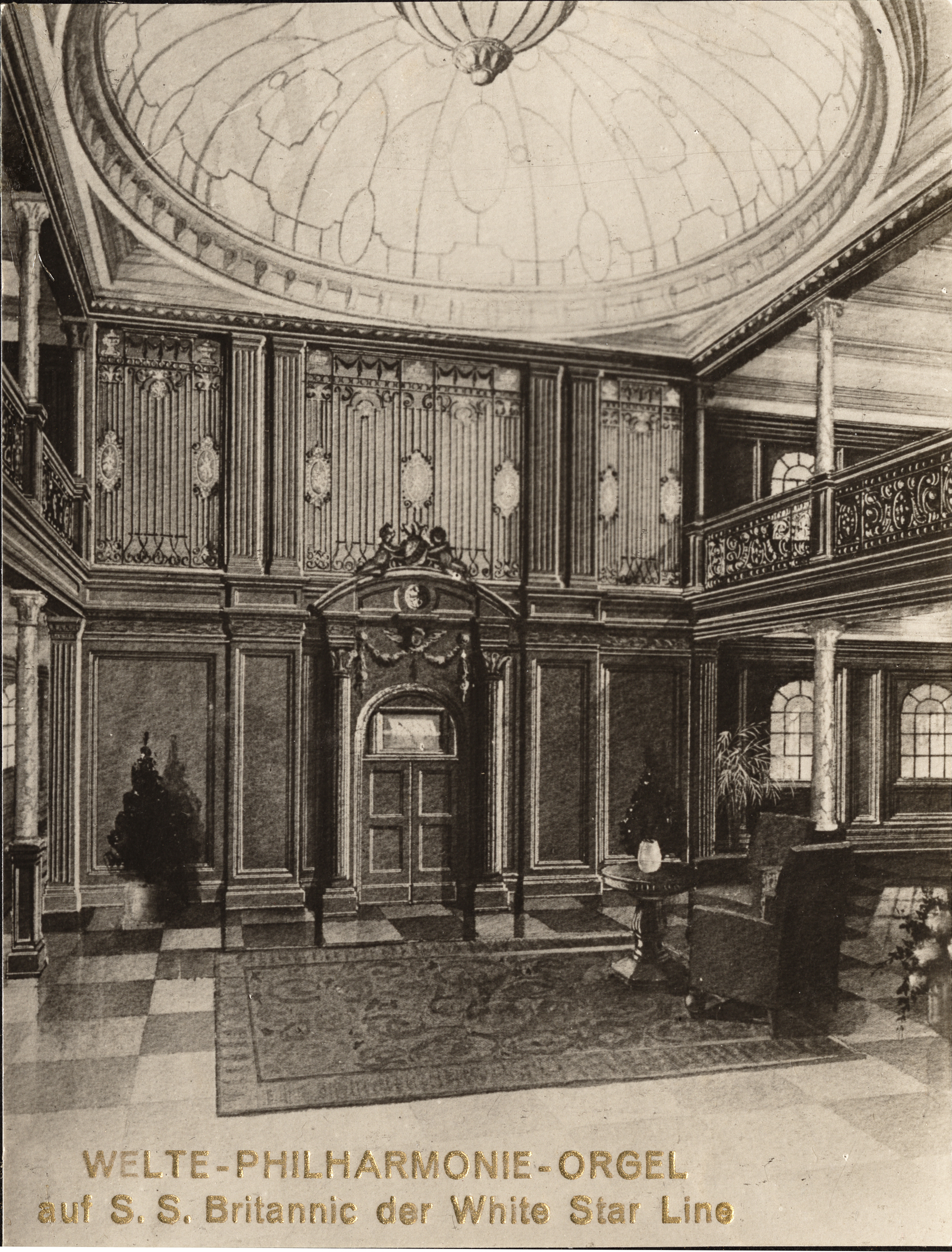
Desenho do órgão que ficaria na grande escadaria do Britannic.

A primeira classe teve suas instalações melhoradas. As crianças, anteriormente vistas como uma irritação, começaram a ser consideradas como clientes a serem satisfeitos, com uma sala de jogos especial sendo colocada no convés dos botes, ao lado do ginásio. Tal qual o Olympic e o Titanic, as instalações e acomodações da primeira classe eram servidas por uma majestosa grande escadaria, porém a do Britannic era ainda mais suntuosa: além da cúpula de vidro, dos grados e painéis decorativos, um órgão de tubo alemão foi encomendado para adornar os conveses mais superiores (porém nunca instalado), enquanto os elevadores ganharam um andar a mais e passaram a chegar até o convés dos botes. O convés A era totalmente dedicado à primeira classe e, além de uma sala de estar e dois cafés que permaneceram inalterados, o navio foi equipado com uma sala de fumantes; porém, era mais estreita que a do Titanic por causa de uma sala técnica. Para compensar, os fabricantes colocaram um dossel no seu centro para aumentar significantemente a altura do teto. A sala de leitura também foi modificada e teve sua segunda parte removida a fim de abrir caminho para as cabines. Toda uma área dedicada à beleza e aparência foi colocada no convés B, com um barbeiro, salão de beleza e salão de manicure. Entretanto, a adição mais importante do Britannic em relação aos irmãos diz respeito aos banhos individuais em quase todas as cabines da primeira classe, sendo o primeiro navio da história a ter essa característica (anteriormente, os passageiros tinham que usar banheiros e sanitários públicos).
Os planos de alteração se estendiam também para as outras classes, prevendo a adição de um ginásio para a segunda classe e um espaço comum coberto para a terceira classe. O fumódromo da terceira classe subiria um convés e permitiria que seus ocupantes tivessem uma vista do mar. Por fim, a alteração na disposição dos botes traria duas principais vantagens: a primeira era que o convés superior teria mais espaço para circulação dos passageiros que seus equivalentes do Olympic e no Titanic (exceto nos locais onde os turcos estavam localizados), e a segunda era que agora a terceira classe teria acesso direto aos botes salva-vidas, algo que não aconteceu durante o naufrágio do Titanic.
Essas últimas instalações não foram concluídas uma vez que o Britannic nunca realizou viagens comerciais, com seus elementos decorativos e mobílias sendo armazenados durante sua conversão para a marinha.

### Navio-hospital
Sabe-se muito pouco sobre desenho interior do Britannic como navio de assistência hospitalar, existindo pouquíssimas imagens. Tinha espaço suficiente para acomodar 3 309 pacientes, mais tripulantes, médicos e enfermeiros, fazendo com que o total de pessoas a bordo chegasse a 4 473, mais de mil a mais do que em serviço comercial. Sua capacidade era tal que várias balsas eram necessárias para embarcar e desembarcar pacientes. O Britannic mesmo assim ficava atrás do Aquitania como o maior navio-hospital do mundo, com o segundo podendo acomodar até 4 200 pacientes.
Suas instalações foram muito despojadas durante seu serviço na guerra: os painéis e outros elementos decorativos foram removidos, como é evidenciado em uma das poucas imagens de sua grande escadaria. Dormitórios foram construídos no maior número possível de espaços disponíveis. Assim, as áreas de passeio do convés B foram transformadas em acomodações para oficiais feridos. As salas foram transformadas em refeitórios, enquanto que é quase certo que sua piscina coberta (originalmente destinada aos passageiros de primeira classe) permaneceu funcionando para que a tripulação se exercitasse.

## Serviço

### Primeiras viagens

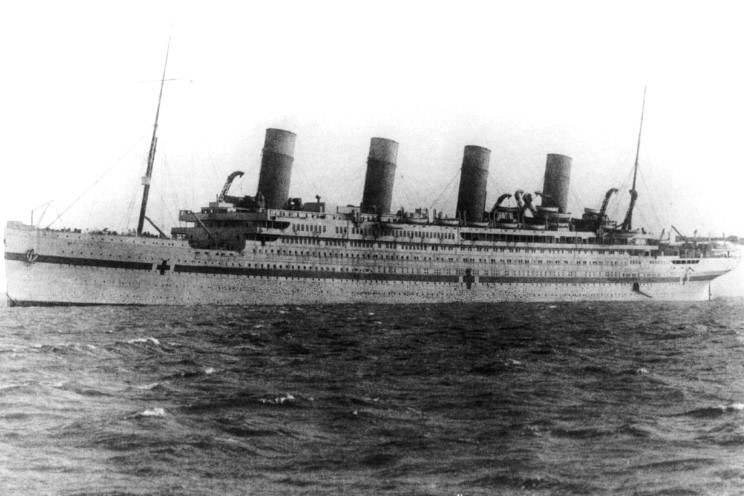
O Britannic na Primeira Guerra Mundial, c. 1916.

O Britannic foi declarado apto para o serviço em 12 de dezembro de 1915, recebendo uma equipe médica de 101 enfermeiros, 336 suboficiais, 52 oficiais e tripulação de 675 pessoas. Dois dias antes de partir o navio se encontrou com o Olympic em Liverpool, a única ocasião em que os irmãos estiveram juntos. A tripulação embarcou sob o comando do capitão Charles Bartlett, um respeitado comandante da White Star Line. Seu engenheiro chefe era Robert Flemming e o cirurgião chefe era John Beaumont; ambos estavam acostumados com os navios da classe por já terem servido a bordo do Olympic. Beaumont afirmou que o Britannic era "O navio-hospital mais maravilhoso que já navegou". O navio deixou Liverpool em 23 de dezembro de 1915, com destino a Mudros na ilha de Lemnos, Grécia, no mar Egeu para trazer doentes e feridos.
Ele se juntou a vários outros navios de passageiros que foram transformados em navios hospitais e estavam servindo na mesma rota, como o Mauretania e o Aquitania, e até mesmo o Olympic, que ao contrário dos outros três, serviu para o transporte de tropas. O SS Statendam mais tarde também se juntou às quatro embarcações. A equipe era capaz de transportar cerca de 33 mil soldados e dezessete mil doentes e feridos.
O navio fez sua primeira parada em Nápoles, Itália, para reabastecer suas reservas de carvão, em seguida indo para Mudros e Dardanelos, Império Otomano, voltando para a Inglaterra em 9 de janeiro de 1916 com aproximadamente três mil feridos que foram distribuídos pelos vários hospitais de Londres. Esta viagem foi marcada por duas mortes causados por tuberculose e o desaparecimento de um homem que caiu no mar. Sua segunda viagem foi mais curta, indo apenas até Nápoles e retornando. Ao voltar o Britannic permaneceu durante quatro semanas perto da Ilha de Wight como um hospital flutuante.
A terceira viagem ocorreu entre 20 de março e 4 de abril. Um homem morreu de diabetes no último dia. Ao final dessa travessia, o Britannic e seus companheiros foram dispensados do serviço por não serem mais considerados como necessários, já que a evacuação de Dardanelos havia sido finalizada. Ele voltou para Belfast em 6 de junho a fim de passar por modificações necessárias para finalmente servir como um transatlântico tradicional. A White Star Line foi compensada pelo governo britânico em 75 mil libras para realizar as alterações. Esses trabalhos foram feitos durante vários meses antes de serem interrompidos, sendo desconhecido o quanto estavam finalizados.

### Últimas viagens

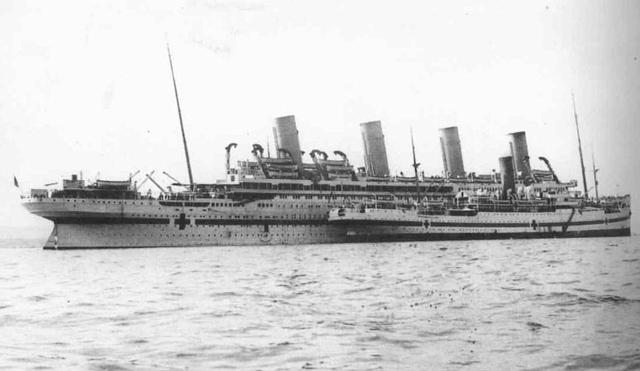
O Britannic e o HMHS Galeka, c. 1916.

O Almirantado Britânico convocou o Britannic novamente para o serviço em 28 de agosto de 1916, com o navio partindo para sua quarta viagem em 24 de setembro. As equipes médicas e de resgate eram compostas por voluntários. Ele chegou em Nápoles em 29 de setembro, enfrentando uma tempestade violenta, mas saindo ileso. O Britannic então voltou para Southampton e chegou no dia 9 de outubro, partindo logo em seguida para sua quinta viagem. Esta nova jornada foi marcada por uma quarentena oficial que todos a bordo tiveram de passar assim que chegaram em Mudros. A tripulação tinha sofrido uma intoxicação alimentar e o navio permaneceu atracado por toda duração do inquérito.
Um incidente diplomático ocorreu logo depois do seu retorno ao Reino Unido. O cantor de ópera austríaco Adelbert Messany viajou no Britannic e observou soldados de uniforme a bordo, sendo rápido para denunciar o ocorrido ao seu governo. Apesar do Almirantado Britânico ter negado veementemente a afirmação, o Império Alemão posteriormente levou isso em conta, quando elaborou em janeiro de 1917 uma lista de 22 pontos que consideravam quais seriam os navios retirados de serviço, mas transformados em navios-hospitais.
A vida a bordo do Britannic seguia uma rotina fixa. Os pacientes eram acordados e higienizados às 6h. O café da manhã era servido às 6h30min e no mesmo horário o capitão fazia uma inspeção. O almoço era servido às 12h30min e o chá da tarde às 16h30min. Os pacientes eram atendidos entre as refeições e aqueles que desejavam caminhar podiam andar pelo convés, contanto que não usassem uniformes militares para não provocar ataques. Os pacientes voltavam para suas camas às 20h30min e o capitão realizava mais uma inspeção. Os dias eram puxados para os enfermeiros mesmo sem pacientes e feridos, com eles frequentando cursos desportivos e conferências médicas de treinamento.

## Naufrágio

### Explosão

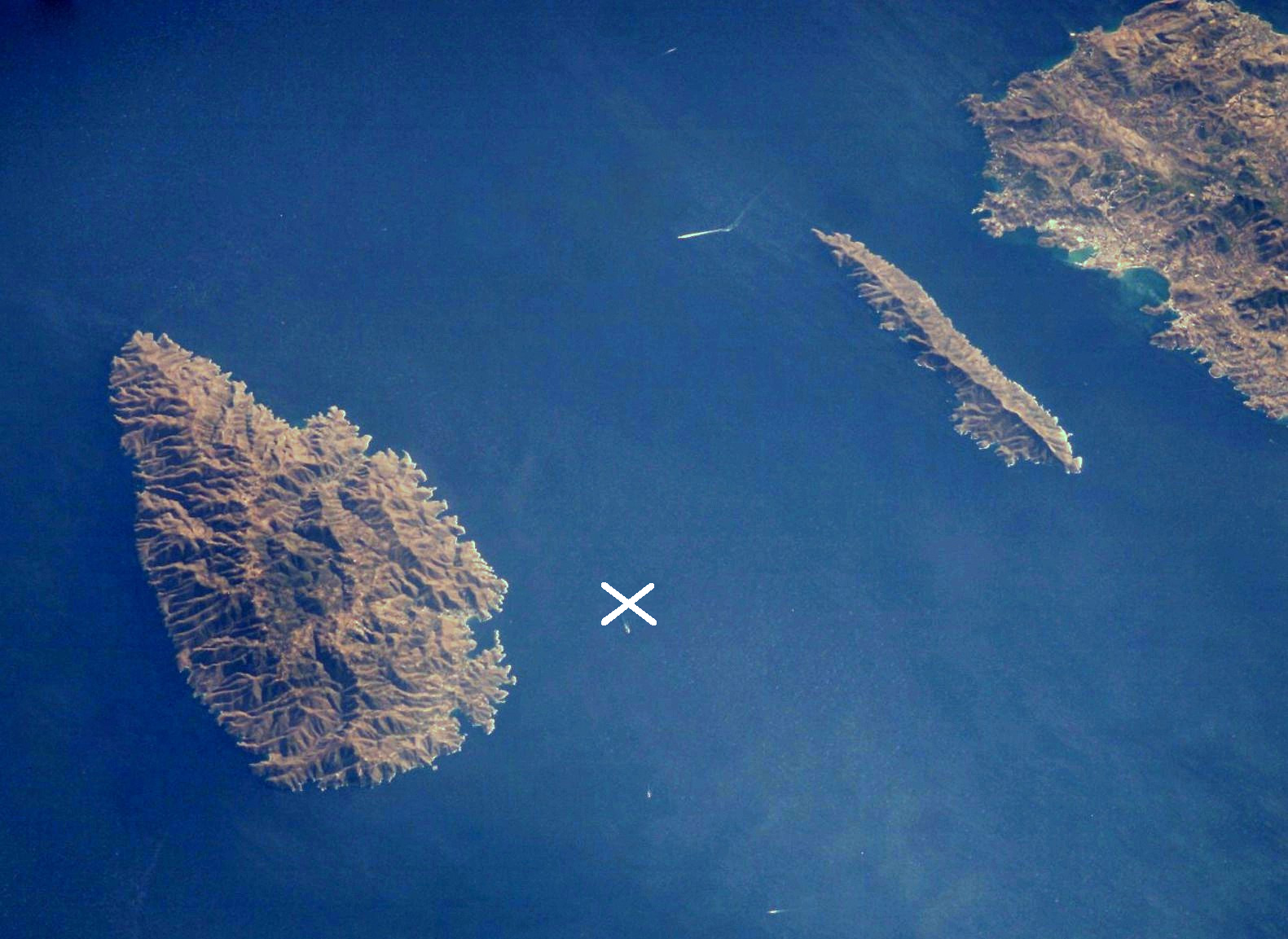
O canal entre Kea (esquerda) e Makronisos (direita) no mar Egeu. O local do naufrágio do Britannic está marcado com um "X".

A sexta viagem começou no dia 12 de novembro de 1916, também com destino a Mudros. O Britannic novamente foi comandando pelo capitão Charles Bartlett. Também a bordo em sua primeira viagem no navio estava a comissária de bordo e enfermeira Violet Jessop, que antes tinha servido a bordo do Olympic e foi uma das sobreviventes do naufrágio do Titanic. A travessia começou sem problemas e o Britannic ficou parado durante dois dias no porto de Nápoles, Itália, por causa de uma forte tempestade, retornando em seguida ao seu percurso através do mar Egeu.
O Britannic sofreu uma explosão após colidir com uma mina subaquática por volta das 8h12min do dia 21 de novembro de 1916 enquanto passava pelo canal entre as ilhas de Kea e Makronisos, abrindo um enorme buraco no lado estibordo de seu casco. A equipe hospitalar estava na sala de jantar tomando o café da manhã no momento da explosão. Jessop depois escreveu em suas memórias que, ao contrário do que havia acontecido no Titanic, a tripulação de imediato tomou consciência da gravidade da situação. Bartlett e o oficial chefe Robert Hume subiram para a ponte de comando e logo também perceberam o perigo da situação.
Além de abrir um buraco nos compartimentos 3 e 4, a explosão também danificou os compartimentos adjacentes. O corredor de ligação da sala da caldeira 6 com os alojamentos também foi inundado, fazendo com que a água entrasse nas caldeiras. Estima-se que em apenas alguns minutos mais de dez mil toneladas de água já haviam entrado no Britannic (em comparação, demorou quase uma hora para a mesma quantidade de água entrar no Titanic). As comportas estanques foram acionadas, porém aquelas situadas na sala da caldeira 6 não funcionaram, provavelmente por terem sido danificadas na explosão; mesmo assim o navio teoricamente ainda poderia permanecer flutuando pois seu projeto permitia que até seis compartimentos ficassem inundados. Entretanto, o problema foi que várias das janelas e escotilhas do Britannic foram abertas durante a viagem para poder arejar a embarcação, assim a água conseguiu entrar pelas mesmas e inundar compartimentos que haviam ficado intactos.
O navio começou a adernar para estibordo. Um sinal de socorro SOS foi enviado imediatamente para todas embarcações próximas. O cruzador HMS Scrouge estava ocupado em uma missão para tentar desencalhar um navio que havia batido em uma mina aquática, porém rapidamente mudou seu curso para ir ao resgate do Britannic. O mesmo ocorreu com o HMS Heroic. Bartlett não tinha conhecimento da inundação da caldeira e subestimou os danos, decidindo levar o navio para a praia da ilha de Kea e ordenando que as máquinas entrassem em ré. Ele conseguiu virar a embarcação, porém isso acabou acelerando a entrada de água.

### Evacuação

O naufrágio do Britannic por Ken Marshall.

A equipe hospitalar começou a se preparar para a evacuação. Bartlett deu a ordem para que os botes salva-vidas fossem preparados, porém não autorizou seus lançamentos. Todos a bordo correram para pegar pertences valiosos antes de saírem do navio. Jessop disse que levou sua escova de dentes porque era o item que tinha mais sentido falta depois do naufrágio do Titanic. Os poucos pacientes e feridos foram levados para o convés dos botes pelo tenente Schakelton. Da mesma forma, todos os enfermeiros foram reunidos pelo capitão Renton e também levados ao convés. Por fim, o major Priestley reuniu seu destacamento do Corpo Médico da Armada Real para inspecionar todas as cabines e garantir que ninguém havia sido deixado para trás.
O navio adernava cada vez mais à medida que Bartlett continuava sua manobra em direção a Kea. A tripulação no convés começou a temer que o adernamento ficasse muito grande e decidiram lançar os primeiros botes sem permissão. Bartlett tinha tomado conhecimento da situação das caldeiras e planejava primeiro parar as máquinas antes de lançar os botes e depois tentar encalhar o navio. Porém, antes que conseguisse agir, dois botes foram lançados no lado bombordo. As hélices nesse momento estavam quase no nível d'água e criaram um efeito de sucção que puxou os botes, esmagando-os. Dentre as pessoas nesses primeiros botes estava Jessop, que conseguiu se salvar pulando no mar a tempo, porém acabou batendo a cabeça na quilha de um barco que veio em socorro. Coincidentemente, dois outros sobreviventes do Titanic, Archie Jewell e George Perman, também se salvaram. Bartlett não soube do ocorrido mas parou as hélices, poupando outro bote do mesmo destino.
A evacuação continuou em ordem, mas com algumas exceções: no lado bombordo um dos oficiais conseguiu manter a disciplina e evitar que uma multidão superlotasse um dos botes, enquanto um grupo indisciplinado tomou a iniciativa de ir lançar os botes no convés da popa. Outros, como o reverendo Flemming, conseguiriam guiar pequenos grupos e distribuí-los ordenadamente nos barcos. Rapidamente o Britannic ficou deserto, com o último bote sendo lançado às 9h. Bartlett permaneceu a bordo decidido a salvar o navio a todo custo. Ele tentou religar as máquinas na esperança de alcançar Kea, porém desistiu quando viu a proa quase totalmente submersa. O capitão foi o último a abandonar o navio, pulando da ponte e nadando até conseguir entrar em um dos botes. Enquanto a popa se erguia para fora d'água a proa bateu no fundo do mar, pouco mais de cem metros abaixo. O Britannic adernou completamente para estibordo e desapareceu da superfície às 9h07min. Das 1 125 pessoas a bordo, 30 morreram e 45 ficaram feridas.

### Resgate

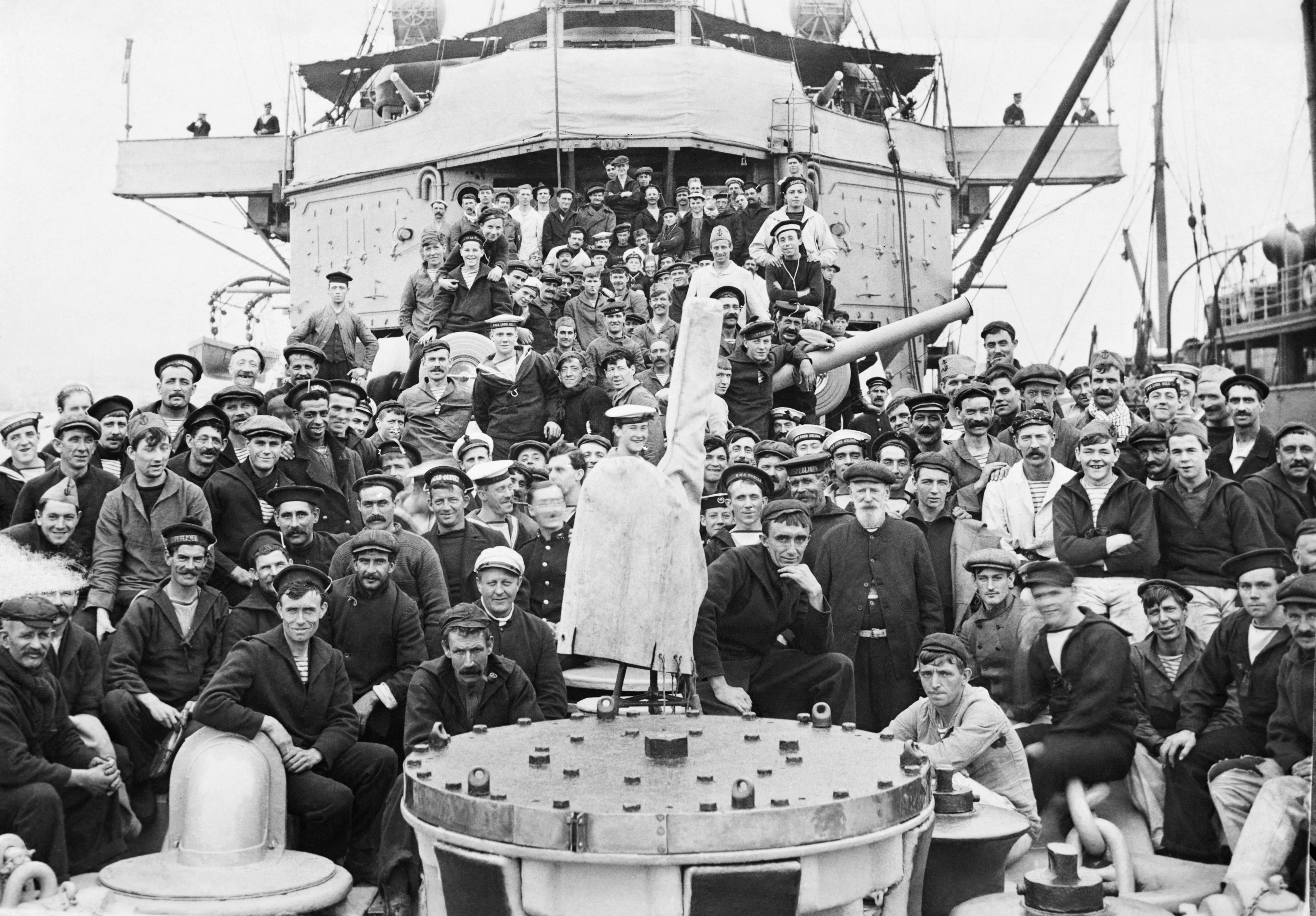
Parte dos sobreviventes do Britannic a bordo do Scrouge.

O Scrouge havia recebido o pedido de socorro do Britannic às 8h15min, indo para o local do naufrágio acompanhado por dois rebocadores franceses. No entanto, os primeiros a resgatar os náufragos foram os pescadores de Kea. No momento do naufrágio, 35 botes salva-vidas tinham sido lançados. Algumas pessoas que haviam caído ou pulado no mar conseguiram nadar até esses botes ou foram resgatados pelos pescadores. Felizmente para esses náufragos, eles não tiveram que suportar um mar congelante como tinha sido o caso com o Titanic, com nenhuma vítima sendo registrada nessas circunstâncias. Além disso, o Britannic estava equipado com dois barcos a motor que auxiliaram no resgate dos nadadores.
Muitos dos sobreviventes foram levados para Kea, onde receberam pronto auxílio de seus habitantes. O Scrouge chegou no local às 10h e resgatou 339 pessoas. O Heroic havia chegado pouco antes e conseguiu recuperar 494 sobreviventes. Ambos os navios não tinham condições de acomodar mais pessoas, então o contratorpedeiro HMS Foxhound assumiu o resgate às 11h45min. No total, 1 036 pessoas foram resgatadas. Os sobreviventes mais feridos foram transferidos para os dois barcos a motor do Britannic e levados até à baía de São Nicolau no noroeste de Kea. Alguns sobreviventes também foram passados para o HMS Duncan, onde a tripulação foi particularmente atenciosa com os enfermeiros. Cerimônias foram realizadas para honrar e lamentar as trinta vítimas do naufrágio. Posteriormente, os sobreviventes foram enviados para casa através de diversos meios, com a maioria chegando depois do natal de 1916.

## Repercussão

### Imprensa
A perda de um grande navio em tais circunstâncias não passou despercebida, com a imprensa noticiando o fato dois dias depois, porém acompanhadas por vários erros e propagandas devido ao contexto da guerra. Já o Almirantado foi discreto e rapidamente enviou uma equipe para o local a fim de recuperar os botes, coletes salva-vidas, cobertores e até mesmo maços de cigarros relacionados ao incidente. As autoridades gregas fizeram o mesmo e mantiveram o caso em segredo por mais de cinquenta anos.
Os jornais relataram que o naufrágio tinha sido uma "atrocidade" cometida pela Alemanha, cujos submarinos não tinham hesitado em torpedear um navio-hospital levando centenas de feridos. As causas do incidente ainda eram incertas e a imprensa rapidamente começou a reportar os nomes dos passageiros do Britannic, porém as notícias motivadas por propaganda não terminaram. Por meses os meios de comunicação criticaram e culparam os alemães, agravando tudo pelo fato do navio claramente portava as cores e indicativos visuais de um navio-hospital. As denúncias da suposta "barbárie alemã" foram reforçadas pelos eventos similares do HMHS Asturias, outro navio de assistência hospitalar que um ano antes havia sido torpedeado por um submarino alemão. Além disso, o HMHS Braemar Castle se encontrou nas mesmas circunstâncias e quase no mesmo local dois dias depois do naufrágio do Britannic. Para os britânicos, tudo isso foi uma declaração de guerra contra seus navios hospitais.
Extraordinariamente, foi publicado um artigo em um jornal alemão que quase parecia uma confissão de responsabilidade pelo ato: "O Britannic estava transportando tropas descansadas para nossos inimigos. Se esse não tivesse sido o caso, nossos submarinos, naturalmente, nunca teriam torpedeado". Entretanto, este é o único documento alemão que afirma claramente que o naufrágio foi causado por um torpedo.

### Investigações
A questão dos motivos do naufrágio do Britannic surgiram quase que imediatamente. O Almirantado estava muito ocupado com todas as operações e deu apenas dois dias para os capitães George Staer e Huge Heard, que estavam presentes no local, para recolherem evidências e formarem um relatório. Isso tudo assumiu a forma de uma carta enviada em 24 de novembro, o que é muito pouco quando comparada as centenas de páginas de relatório sobre o Titanic. A principal dúvida era se o navio tinha afundado por um disparo de torpedo ou colisão com uma mina aquática. Os testemunhos e as provas indicavam ambos. Alguns sobreviventes afirmaram ter visto algo que se assemelhava ao rastro de um torpedo, mas não a coluna de água que normalmente acompanha as detonações. Já outros relatórios mostravam que minas haviam sido recentemente colocadas na área. A conclusão de Staer e Heard foi vaga: "os efeitos da explosão podem ter vindo de uma mina ou de um torpedo. Parece mais provável que tenha sido uma mina".
Isso em si não era suficiente pois o Britannic em teoria tinha sido construído para resistir esse tipo de choque. Assim, dois outros fatores explicaram o naufrágio. O primeiro era que algumas portas estanques não foram fechadas, enquanto outras foram rapidamente abertas para que a tripulação pudesse chegar em seus aposentos e pegar objetos pessoais. O segundo e mais fatal foi que várias janelas dos conveses E e F estavam abertas: como o navio adernou para estibordo, a água começou a inundar não apenas os compartimentos danificados mas até áreas intactas, fazendo com que mais água entrasse rapidamente no navio e inundando compartimentos acima da linha d'água.
A tese do torpedo foi desafiada na década de 1970 quando os destroços do Britannic foram descobertos. Os pesquisadores deduziram que uma segunda explosão ocorreu dentro do navio, tendo sido causada por um incêndio nos depósitos de carvão. O Titanic tinha passado por um incidente similar entre 2 e 13 de abril de 1912, quando um incêndio ocorreu em seu depósito de carvão nº 6. No entanto, essa suposição foi desmentida em 1999 quando se descobriu que os depósitos de carvão da embarcação estavam todos intactos. Também foram mencionadas uma explosão possivelmente causada por dispositivos médicos ou armas secretas que estavam sendo transportadas, porém não há nenhuma evidência que apoie essas teorias. A descoberta na década de 2000 de várias minas aquáticas ainda ancoradas na região do naufrágio deram grande força para a teoria da colisão com uma mina, com essa sendo a causa provável mais defendida e apoiada atualmente.

## Destroços

### Expedições
Os destroços do Britannic foram encontrados em 3 de dezembro de 1975 pelo explorador francês Jacques-Yves Cousteau, estando localizado nas coordenadas 37° 42' 05" N 24° 17' 02" E apenas 120 m da superfície. Cousteau entrou nos destroços pela primeira vez no ano seguinte com mergulhadores, porém antes precisou conseguir autorização das autoridades gregas. O campo de destroços foi explorado pelo pequeno submarino SP-350, com a equipe estando acompanhada pela sobrevivente Sheila Mitchell. Alguns itens foram recuperados e um documentário foi produzido para a série de televisão As Odisseias Submarinas de Jacques Cousteau.
O grego Kostas Thoctarides realizou um mergulho solo de vinte minutos em 1995. No mesmo ano, Robert Ballard (que dez anos antes havia descoberto os destroços do Titanic) usou um veículo submarino operado remotamente a partir do submarino NR-1 da Marinha dos Estados Unidos para ir no interior no navio, com um novo documentário de televisão sendo feito. Kevin Gurr mapeou alguns detritos e explorou os destroços em 1997. Nick Hope entrou nos destroços em 1998 e produziu mais um documentário. Jarrod Jablonski realizou cerca de 96 mergulhos ao Britannic no ano seguinte. Kostas Thoctarides voltou ao navio em 2001 com o submarino Thétis e filmou os destroços. As filmagens posteriormente foram usadas pelo jornalista Giorgos Avgeropoulos (que estava a bordo do submersível) na produção de mais um documentário para a televisão.
Carl Spencer entrou pela primeira vez na sala da caldeira nº 6 em 2003 através da porta estanque que ficou aberta, também descobrindo minas aquáticas na região próxima. Dois documentários foram produzidos nessa ocasião. A sala da caldeira nº 6 foi explorada mais em 2006, com o casco também recebendo grande atenção. Outro documentário foi produzido para o canal francês Histoire por John Chatterton e Richie Kohler. Uma expedição internacional foi realizada entre 12 e 25 de outubro de 2008. Onze mergulhadores conseguiram fazer sete incursões ao naufrágio. Spencer morreu em 24 de maio de 2009 em consequência de uma doença de descompressão depois de mais um mergulho para a produção de um novo documentário, desta vez para o National Geographic Channel. Ele já tinha participado de três expedições ao local.

### Estado atual
O Britannic é o maior navio naufragado do mundo. Ele repousa em seu lado estibordo, impossibilitando medir diretamente a extensão dos danos causados pela explosão. Há um enorme ruptura à frente da ponte de comando que separa o resto do navio de sua proa. Sua magnitude é muito grande para ter sido causada por qualquer explosão, sendo mais provável que ocorreu pela pressão exercida pelo navio enquanto estava afundando, quebrando justamente no local mais frágil quando a proa atingiu o fundo do mar. Foram encontrados vários cacos de vidro do domo da grande escadaria, com as quatro chaminés tendo sido arrancadas de suas bases. Vários pedaços de carvão estão espalhados ao redor dos destroços. Cousteau conseguiu resgatar alguns objetos em sua expedição de 1976, incluindo um sextante encontrado perto da sala dos mapas.
Os destroços do Britannic foram comprados por um britânico em 1977 pelo valor de 2 500 libras esterlinas. O navio foi comprado novamente em 1996 pelo historiador Simon Mills pela quantia de quinze mil libras com o objetivo de preservá-lo o máximo possível. Robert Ballard teve a ideia no início da década de 2000 de transformar o Britannic no primeiro museu submarino do mundo, equipando-o com câmeras que permitiriam que visitantes vissem os destroços a partir da superfície. O projeto nunca se materializou.

## Legado

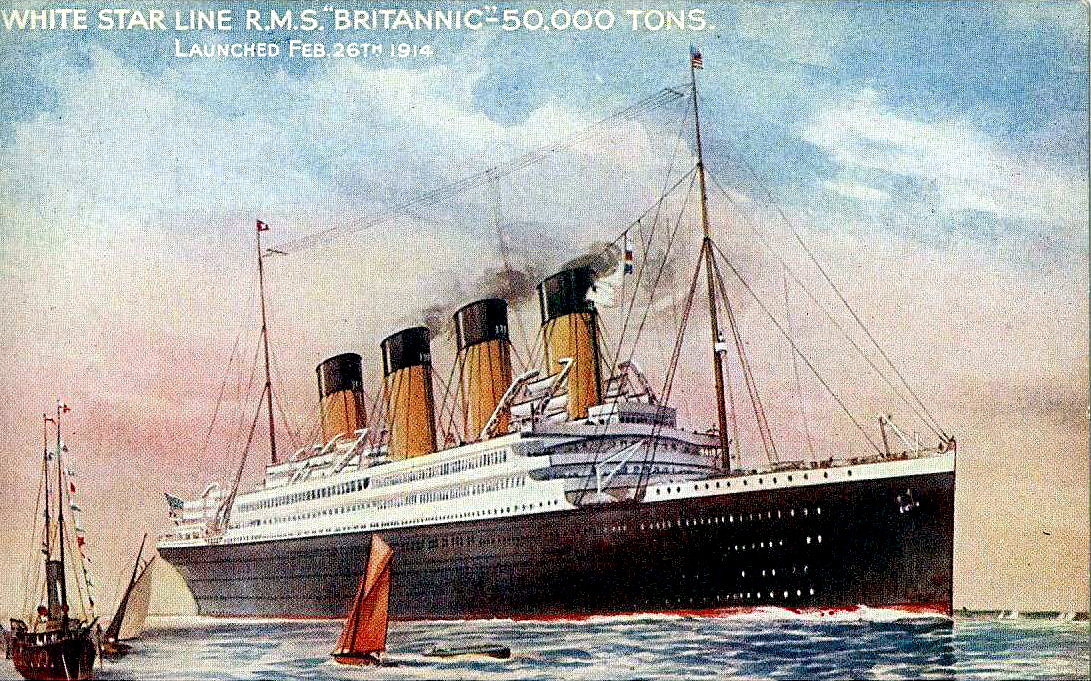
Cartão postal de 1914 comemorando o lançamento do Britannic.

Como o Britannic naufragou durante a guerra, nunca tendo servido comercialmente como navio de passageiros, além de ter tido poucas vítimas, não atraiu o mesmo interesse e entusiasmo que seu irmão Titanic. Ele logo foi esquecido pelo público, com sua fama voltando apenas depois da descoberta de seus destroços. Além disso, seu nome seria reutilizado em 1930, pela White Star Line, no MV Britannic. Este foi o último navio da empresa, que em 1934 foi comprada pela Cunard Line.
A perda de dois dos três navios da Classe Olympic antes que pudessem completar uma única viagem comercial foi um enorme prejuízo financeiro para a White Star Line. O Tratado de Versalhes compensou em parte esse problema, já que a derrotada Alemanha foi obrigada a dar vários de seus navios para os países da Tríplice Entente, com dois indo para a White Star. O SS Bismarck, então o maior navio do mundo, foi rebatizado como RMS Majestic e substituiu o Britannic, enquanto o muito menor SS Columbus (rebatizado de RMS Homeric) foi a compensação por outros navios perdidos durante o conflito, como o SS Laurentic. Com esses dois navios mais o Olympic, que conseguiu sobreviver ileso à guerra, a companhia foi capaz de estabelecer um serviço transatlântico, porém bem longe daquilo Joseph Bruce Ismay havia imaginado quando encomendou os três irmãos.
A história do Britannic acabou inspirando, no ano 2000, um telefilme de mesmo nome, dirigido por Brian Trenchard-Smith, para o canal norte-americano Fox Family. Entretanto, a produção contém vários erros históricos, como o navio ser afundado por um espião alemão para destruir um carregamento secreto de armas.